# Alan Shatter
Alan Shatter (ur. 1 lutego 1951 w Dublinie) – irlandzki polityk i prawnik, parlamentarzysta, w latach 2011–2014 minister sprawiedliwości i równouprawnienia oraz minister obrony.

## Życiorys
Urodził się w rodzinie Żydów jako syn Elaine i Reubena. Kształcił się w The High School w Dublinie, a później w Trinity College w tym samym mieście. Studiował następnie m.in. na Uniwersytecie Amsterdamskim. Praktykował w zawodzie prawnika.
Zaangażował się w działalność polityczną w ramach Fine Gael. W 1981 po raz pierwszy został wybrany do Dáil Éireann. Do niższej izby irlandzkiego parlamentu z powodzeniem ubiegał się o reelekcję w sześciu kolejnych wyborach (w lutym 1982, listopadzie 1982, 1987, 1989, 1992 i 1997). Mandat deputowanego utracił w 2002, jednak odzyskał go w kolejnych wyborach w 2007 i utrzymał także na następną kadencję w 2011. Był również radnym hrabstw Dublin (1979–1993) i Dublin Południowy (1994–1999). W partyjnych strukturach pełnił m.in. funkcję rzecznika FG do spraw dzieci oraz sprawiedliwości.
W marcu 2011 w pierwszym rządzie Endy Kenny’ego powierzono mu stanowisko ministra sprawiedliwości i równouprawnienia oraz ministra obrony. W marcu 2014 w Irlandii zaczęto nagłaśniać (poprzez whistleblowerów) nieprawidłowości, do jakich miało dochodzić w nadzorowanej przez niego irlandzkiej policji Garda Síochána. W maju 2014, po rządowym raporcie sporządzonym przez Seana Guerina, Alan Shatter zrezygnował z funkcji w gabinecie. W wyborach w 2016 nie utrzymał mandatu poselskiego. W 2018 zrezygnował z członkostwa w FG.